# Diocèse de Yokohama

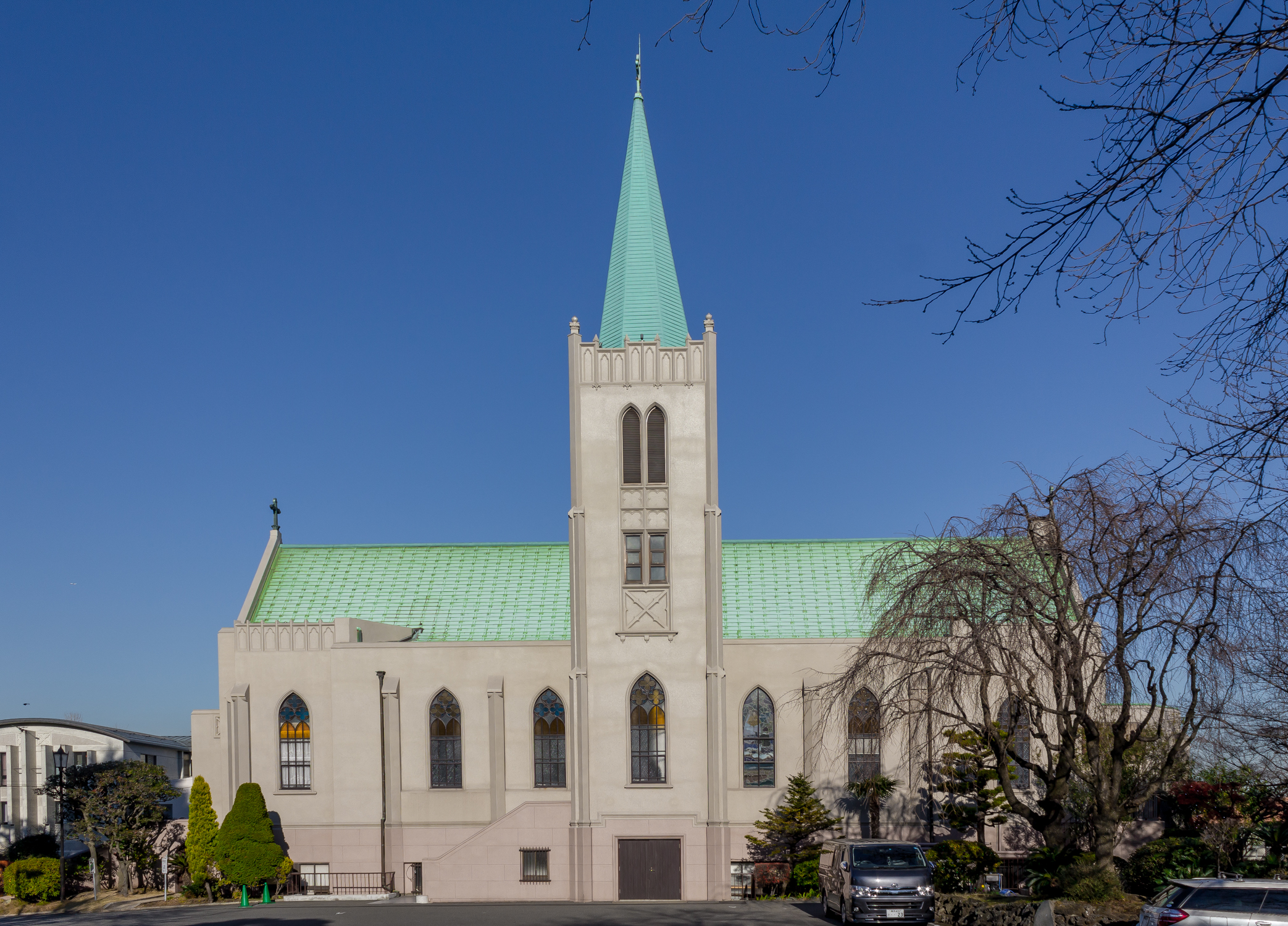
Cathédrale du Sacré-Cœur de Yokohama.

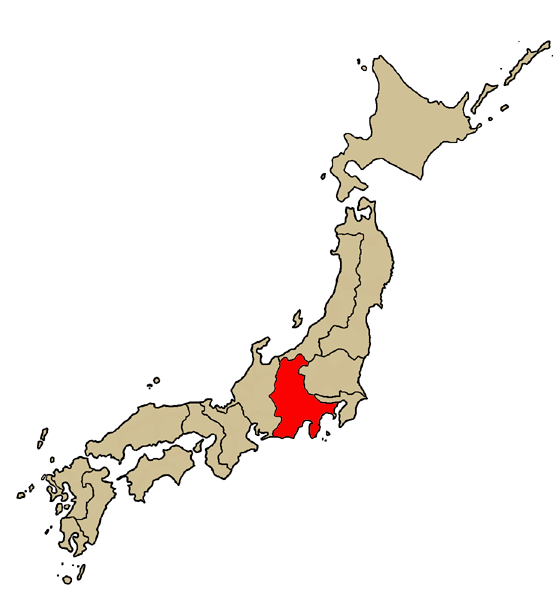
Carte du diocèse.

Le diocèse de Yokohama (Dioecesis Yokohamaënsis) est un siège de l'Église catholique au Japon, suffragant de l'archidiocèse de Tokyo. En 2014, il comptait 54 906 baptisés pour 15 922 634 habitants.

## Territoire
Le diocèse comprend les préfectures de Kanagawa, Nagano, Shizuoka et de Yamanashi.
Le siège épiscopal est à Yokohama où se trouve la cathédrale du Sacré-Cœur.
Le territoire est subdivisé en 95 paroisses.

## Histoire
Le diocèse est érigé le 9 novembre 1937 par la bulle Quod iamdiu de Pie XI, recevant son territoire de l'archidiocèse de Tokyo. Il est au début confié aux Missions étrangères de Paris qui avaient déjà commencé l'évangélisation de la région.
Il cède une portion de territoire à l'avantage de la nouvelle préfecture apostolique d'Urawa, aujourd'hui diocèse de Saitama, le 4 janvier 1939.

## Ordinaires
- Jean-Baptiste-Alexis Chambon MEP, 9 novembre 1937-18 septembre 1940
- 1940-1947 sede vacante
- Thomas Azagoro Wakida, 25 mars 1947-5 juillet 1951
- Luc Katsusaburo Arai, 13 décembre 1951-30 octobre 1979
- Étienne Fumio Hamao, 30 octobre 1979-15 juin 1998
- Raphaël Masahiro Umemura, depuis le 15 mars 1999

## Statistiques
En 2014, le diocèse comptait 54 906 baptisés pour 15 922 634 habitants (0,3%), 105 prêtres dont 58 réguliers, 77 religieux et 571 religieuses dans 95 paroisses.